# Flagge Malis
Die heutige Flagge Malis wurde am 1. März 1961 offiziell eingeführt.

## Beschreibung und Bedeutung

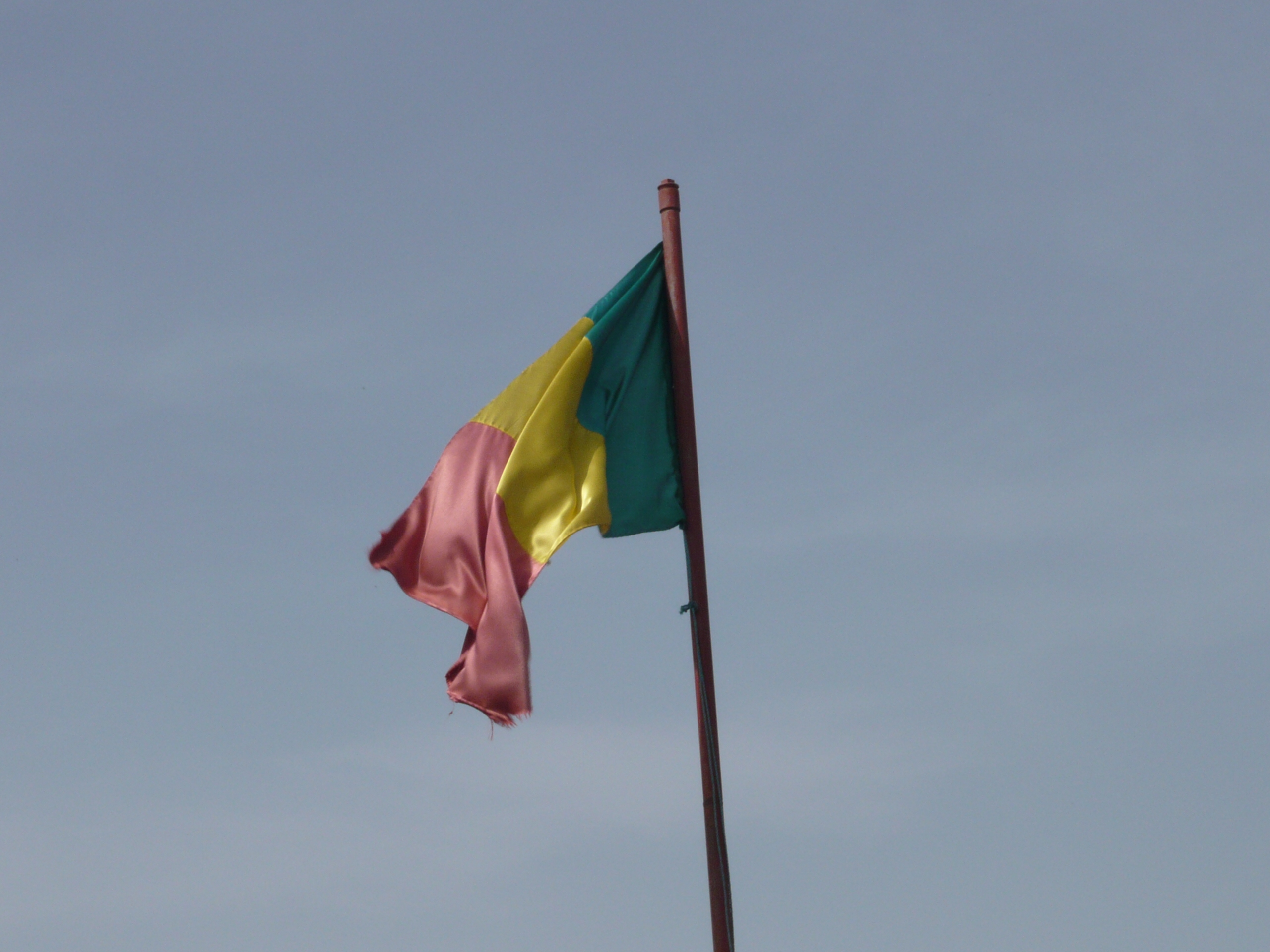
Flagge Malis am Rathaus von Kéleya

Die Flagge von Mali ist an die französische Trikolore angelehnt und erinnert an die französische Kolonialzeit. Mali hat für seine Nationalflagge, wie viele andere afrikanischen Staaten, die so genannten panafrikanischen Farben gewählt, die zuvor auch die Parteifarben des Rassemblement Démocratique Africain (RDA) waren. Sie bedeuten Folgendes:
- Grün (PMS 355) repräsentiert die Natur des Landes.
- Gelb (PMS 109) steht für Bodenschätze und die Reinheit.
- Rot (PMS 032) steht für das Blut, das bei dem Kampf um die Unabhängigkeit vergossen wurde.[1]

## Geschichte
Die ursprüngliche Flagge der Malis wurde am 4. April 1959 angenommen und trug in der Mitte eine schwarze Menschenfigur, das so genannte Kanaga-Symbol, welches sich auch in der Flagge des Französisch-Sudan fand. Man nimmt an, dass diese Figur durch die Initiative von Léopold Sédar Senghor, dem späteren Präsident von Senegal hinzugefügt wurde. Das Symbol wurde, nach Abspaltung des Senegals aus der Mali-Föderation, auf Druck des muslimischen Bevölkerungsteils abgeschafft, die aufgrund ihres Glaubens keine Darstellung von Menschen billigten.
Ghanas Flagge war die Vorlage für die der Ghana-Guinea-Union (Union afrikanischer Staaten) ab dem 28. November 1958. Sie unterschied sich von der ghanaischen Flagge nur dadurch, dass sie zwei Sterne enthielt. Nach dem Beitritt Malis im April 1961 zur Union kam ein dritter Stern hinzu, für weitere (nie erfolgte) Beitritte sollte die Anzahl der Sterne entsprechend erhöht werden. 1962 endete das Projekt.

Französisch-Sudans, 24. November 1958 – 4. April 1959
ca. 2:3  Flagge der Mali-Föderation, 1959 – 1960
2:3  Flagge der Union afrikanischer Staaten, April 1961 – 1962

## Azawad

Flagge Azawads

Am 6. April 2012 erklärten rebellierende Tuareg die Unabhängigkeit des Nordens Malis unter dem Namen Azawad. Als Flagge wird jene der MNLA verwendet: eine horizontale Trikolore in Grün, Rot und Schwarz mit einem gelben Dreieck an der Liek (Mastseite). Ein Blog beschreibt die Farben Rot, Grün und Gelb als in der Tradition der panafrikanischen Farben stehend. Schwarz wurde aus der Flagge der Palästinenser übernommen, die als Alliierte und im selben Kampf um die Eigenstaatlichkeit gegen eine übermächtige Militärmacht stehend, beschrieben werden.

## Sonstiges
Guinea verwendet dieselbe Trikolore als seine Flagge, allerdings mit dem roten Streifen an der Liek.